# Rotterdam School of Management
La Rotterdam School of Management, Erasmus University (RSM) è la scuola di amministrazione aziendale della Università Erasmus e sin dal 1970 si occupa di offrire un percorso formativo in materia di gestione e sviluppo aziendali. La RSM ha ottenuto l'accreditamento tripla corona da parte degli organismi AACSB, EQUIS e AMBA. Le sedi operative sono situate a Rotterdam, Paesi Bassi, e a Chengdu, Cina.

## Formazione
La RSM è considerata dal Financial Times tra le migliori scuole di business d’Europa. L’istituto offre programmi accademici che comprendono sia corsi di laurea BSc, MSc e MBA a tempo pieno che corsi personalizzati e di breve durata per dirigenti e aziende, aperti a tutti. I programmi di gestione aziendale della RSM spaziano dalla logistica, all’innovazione, al marketing, alla finanza, alle risorse umane e alla sostenibilità. La rete di alumni della RSM conta circa 34.000 membri in tutto il mondo.

## Ricerca
I ricercatori dalla RSM e dall’Erasmus School of Economics sono riuniti nell’Erasmus Research Institute of Management (ERIM), una delle comunità di ricerca nell’ambito della gestione aziendale più grandi e citate d’Europa, con circa 350 ricercatori. L’ERIM offre un programma di ricerca di livello master e programmi di dottorato, mettendo a disposizione delle aziende e dei dirigenti conoscenze attuali acquisite grazie all’attività di ricerca, che è inserita nel portfolio formativo della RSM.

## Corsi

### MBA
- International Full-time MBA
- Global Executive OneMBA
- Executive MBA

### Master of Science in Business Administration
- MSc Business Administration
- MSc General Management
- MSc International Management - CEMS
- Msc Corporate Communication
- MSc Strategic Management
- MSc Marketing Management
- MSc Finance and Investments
- MSc Maritime Economics and Logistics

### Dottorati
- MPhil Business Research
- PhD Management

### Bachelor
- Bachelor of Science in International Business Administration